# Álvaro del Amo y de Laiglesia
Álvaro del Amo y de Laiglesia (Madrid, 1942) és un guionista i dramaturg, director de cinema i de teatre, crític musical i novel·lista espanyol.
La seva labor com a autor teatral està en part inèdita, però en els seus muntatges (Geografía, 1985 i Motor, 1988) s'aprecia una translació del llenguatge i l'estètica cinematogràfica a l'escena. És el seu un teatre que fundi la realitat i la ficció, la vida i l'aparença, en un to escèptic i irònic.
Com a narrador, s'inicia amb Mutis (1980, La Gaya Ciencia). Altres obres seves són Libreto (1985), Contagio (1991), El horror (finalista del premi Herralde de Novel·la el 1993), Incandescencia (col·lecció de narracions, 1998) i Los melómanos (2000). També va ser guionista d' Amantes, de Vicente Aranda, obra que va portar a escena en 2014 al teatre Valle-Inclán de Madrid.

## Obres
- Estamos en 1909 Arxivat 2016-07-30 a Wayback Machine.; Caos Editorial, 2001.

## Filmografia
- Una preciosa puesta de sol (2003)
- El ciclo Dreyer (2006)